# إيرل دودغ
إيرل دودغ هو سياسي أمريكي، ولد في 24 ديسمبر 1932 في رفير في الولايات المتحدة، وتوفي في 7 نوفمبر 2007 في مطار دنفر الدولي في الولايات المتحدة. نشط حزبياً في حزب المنع.